# Confeti

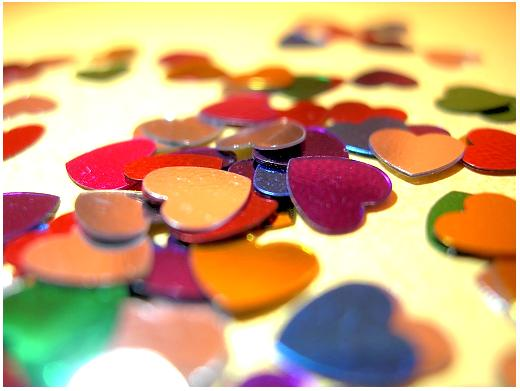
Confeti metalico

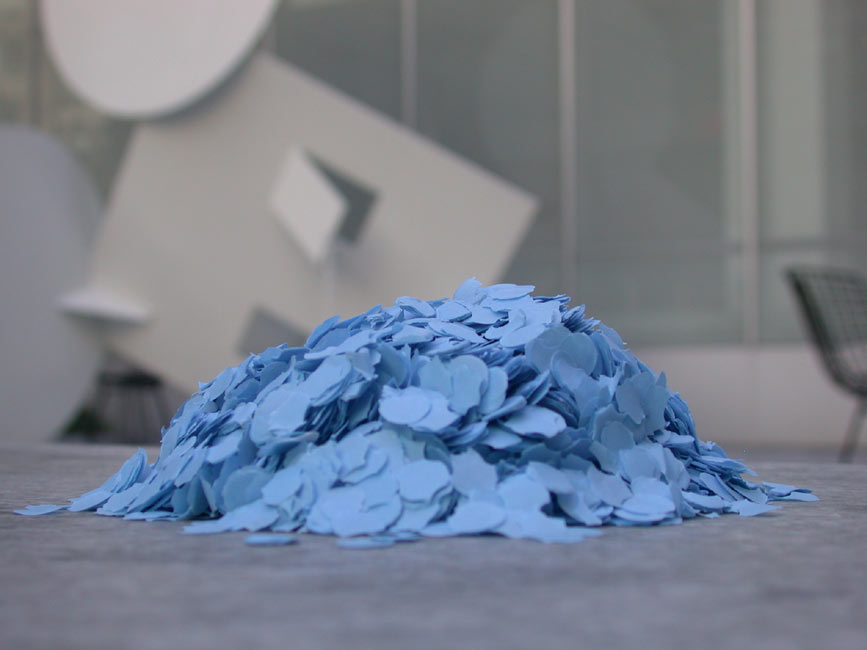
Confetti redondo tradicional.

El confeti, papelillo, pica-pica, mixtura, chaya o papel picado es un elemento festivo propio de la Navidad o del carnaval consistente en pequeñas piezas de papel de colores, brillantes o mates, que se lanzan al aire quedando durante un tiempo suspendidas para dar un tono festivo a la celebración.  El confeti se usa comúnmente en reuniones sociales como fiestas, bodas y Bar Mitzvahs . El confeti más simple es simplemente papel triturado y se puede hacer con tijeras o una trituradora de papel. Los pedazos perforados a partir de papel de desecho también son comunes. Una perforadora hace trozos pequeños y redondos, y una perforadora de boletos hace más elaborados. La mayoría de los trozos de papel planos revolotearán como alas giratorias , lo que les dará tiempos de vuelo más largos.

## Etimología
La palabra viene del italiano confetti, pequeños dulces hechos de almendras y azúcar, usualmente como regalos de matrimonio. La palabra italiana para confeti de papel es coriandoli.

## Historia
Sus orígenes se remontan al siglo XIV donde En Milán, las clases altas participaban en el lanzamiento de caramelos y flores como símbolo de generosidad y celebración. Sin embargo, las clases bajas encontraron su propia forma de unirse a la fiesta, utilizando huevos podridos como una forma de burlarse de la élite. Esta dicotomía en los proyectiles lanzados refleja las tensiones sociales de la época y la forma en que el carnaval proporcionaba un espacio para que las normas y jerarquías se desafiaran temporalmente. En 1597, las autoridades de Milán, preocupadas por los excesos y el potencial de daño, impusieron una prohibición al lanzamiento de huevos. Esta medida tuvo un efecto temporal, ya que la costumbre resurgió en el siglo XVIII con la forma de pequeños caramelos, principalmente semillas de cilantro cubiertas de azúcar. Hasta que en 1875 cuando Enrico Mangili, comenzó a vender confeti de papel. Mangili recolectó basura que se desechaba y los empezó a vender. Esta innovación resultó ser un gran éxito, ya que rápidamente se convirtió en la opción preferida en Milán y el norte de Italia.

## Usos regionales
De tradición estadounidense y canadiense, el confeti moderno es circular y planea dando vueltas y produciendo una especie de coreografía y efectos visuales muy vistosos.

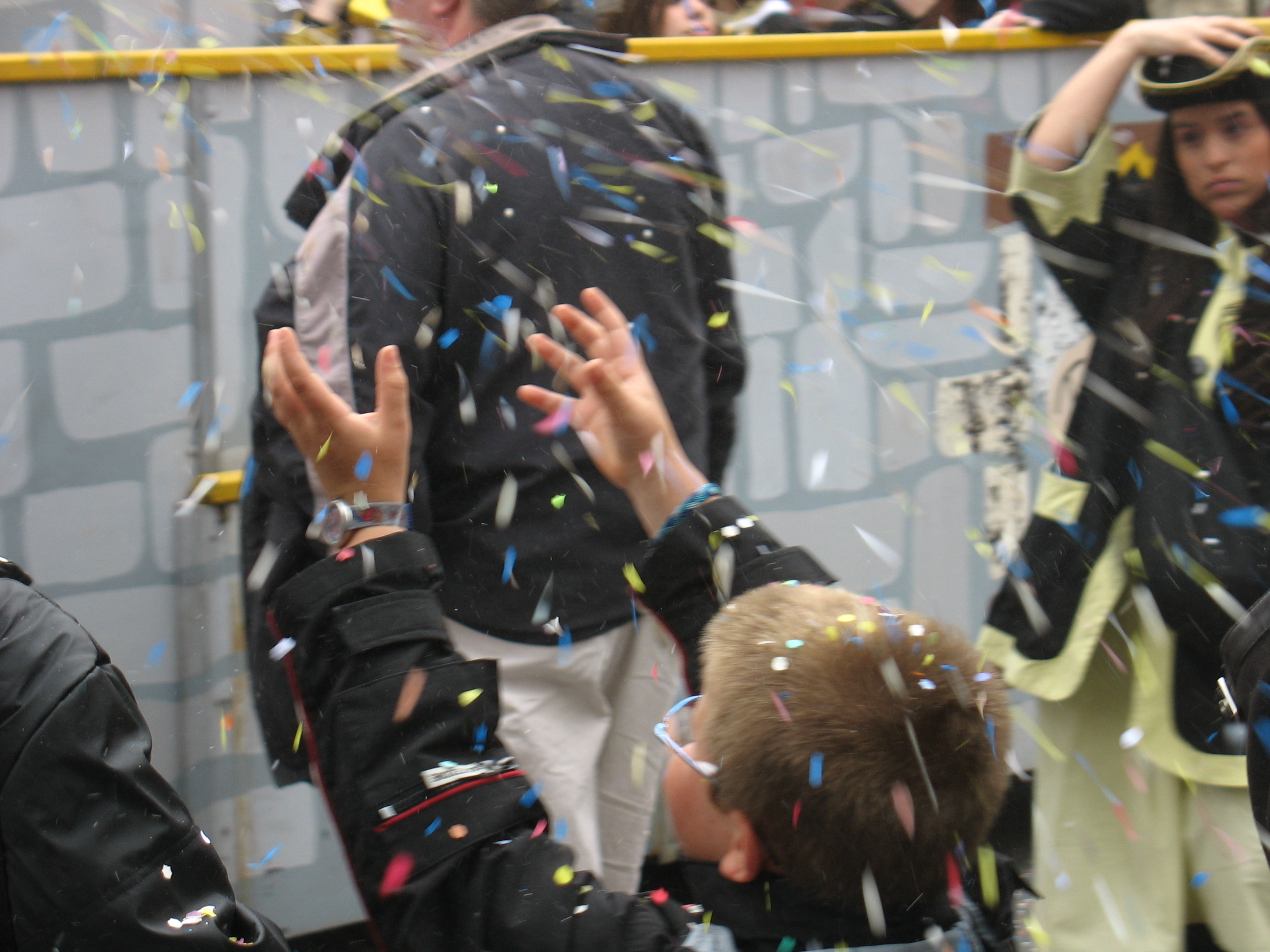
Un niño recibiendo una lluvia de confeti tradicional.

En España el confeti tradicional usado hasta hace poco era redondo y del tamaño de una yema de dedo. En los últimos años esto ha cambiado considerablemente, y la introducción de sistemas profesionales de lanzamiento ha permitido realizar verdaderos espectáculos con confeti y serpentinas. La mayor parte del confeti profesional está hecho de papel de seda y el confeti profesional metálico es de PVC. Con estos materiales se puede fabricar confeti de distintas formas y colores. La más típica es el confeti profesional rectangular. También existe un confeti soluble, hecho a partir de papel de arroz.
 	
La visualización de estos efectos por televisión a través de la copa de Europa de fútbol y la UEFA produjo una popularización muy patente hoy en día en publicidad y todo tipo de eventos. Se usa también en fiestas infantiles, discotecas, entregas de premios, bodas, conciertos, entre otros eventos.